# Канетти, Элиас
Элиас Саломон Канетти (англ. Elias Salomon Canetti; 25 июля 1905, Русе — 14 августа 1994, Цюрих) — австрийский и британский писатель

, драматург, культуролог, социальный мыслитель. Писал на немецком языке. Лауреат Нобелевской премии по литературе (1981).

## Биография
Родился в Русе в Болгарии — у семьи было османское подданство. Происходит из сефардской еврейской семьи, где говорили на ладино. Его отец, Жак Элиас Канетти (1881—1912), как и его дед, занимался коммерческим строительством; его родители были выходцами из Адрианополя. Мать, Матильда (Мазаль) Ардитти (1886—1937), также происходила из сефардского купеческого семейства, переселившегося в Русе в конце XVIII века из Ливорно. Элиас был старшим из трёх сыновей в семье. Он провёл своё раннее детство в Русе, в 1911 году семья переехала в Манчестер, где отец присоединился к бизнесу братьев жены. Через год отец скоропостижно скончался, и мать перевезла семью в Лозанну, а оттуда в Вену.
В Вене они жили с тех пор, как мальчику исполнилось 7 лет. Мама настаивала, чтобы он говорил на немецком, но к тому времени он уже свободно владел ладино, французским и английским языками. С 1916 по 1921 год они жили в Цюрихе, затем до 1924 года во Франкфурте, где Канетти окончил школу.
В 1924 году он вернулся в Вену для изучения химии. Окончил химический факультет Венского университета. Во время учёбы заинтересовался философией и литературой. Когда Канетти поступил в литературный кружок Вены, он начал писать сам. Приверженец левых взглядов, он был свидетелем июльского восстания 1927 года — проходил возле демонстрации, когда сжигали книги. Это так его впечатлило, что он не раз вспоминал об этом в своих книгах.
В Вене он также посещал лекции сатирика Карла Крауса. В это время он начал собирать материал для исследования феномена толпы. Он расширил круг своих знакомств, но держался как можно дальше от консервативных кругов. В 1928 году посетил Берлин, где написал драму «Свадьба», а на следующий год «Комедию тщеславия».

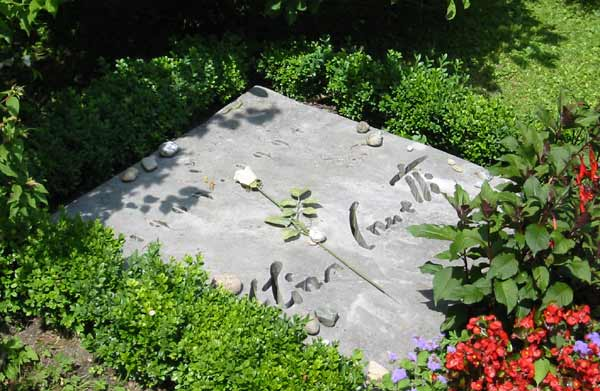
Могила Канетти на кладбище в Цюрихе

В 1934 году он женился на Вэзе Тобнер-Кальдерон. Жена была для него музой и литературным помощником. Несмотря на это, Канетти был открытым для отношений с другими женщинами.
В 1938 году в связи с аншлюсом Австрии уехал в Париж, затем в Лондон. Там он завёл много знакомств. Говорят, например, о его отношениях с Айрис Мёрдок. В Британии он 20 лет занимался работой над «Массой и властью». С 1952 года — гражданин Великобритании.
В 1963 году умерла первая жена Канетти. Второй раз он женился на Гере Бушор (1933—1988), с которой у него была дочь Йохана.
Последние 20 лет жизни он провёл в Цюрихе. В Цюрихе он занимался написанием автобиографии, первый том которой посвящён его детству и юности и вышел под названием «Спасённый язык». Публикация автобиографии была удачной, но с тех пор он не давал интервью даже после присуждения Нобелевской премии. В Цюрихе умерли как его жена (1988), так и сам автор (1994).

## Творчество
Самое известное произведение писателя — роман «Ослепление» (опубликован в 1935 году), в котором, продолжая традиции Ф. Кафки, реальность Европы после Первой мировой войны представлена как абсурд и торжество сумасшествия. Главный герой — учёный-синолог Кин, живущий в своей библиотеке, собиратель бесчисленного количества книг. Он старается жить подальше от людских отношений, довольный своей дисциплинированной жизнью. Он поглощён изучением китайских литературных памятников. Большая часть книги — это комичность его вынужденного контакта с обществом, которого он боится и не понимает. Его женит на себе его домоправительница, которая после завладевает его имуществом и выставляет на улицу. Там перед Кином проходит вереница гротескных персонажей, каждый из которых является отражением того или иного нездорового состояния психики. Его брат психотерапевт пытается его вылечить, но всё кончается поражением. Таким образом, брат, который должен был защитить Кина и его библиотеку, стал причиной их гибели.
Главный предмет интереса Канетти — массовое общество. В 1960 он опубликовал большое исследование «Масса и власть». В нём он на основании данных социальной антропологии выделил основные формы массы — открытая и закрытая масса, кольцо, массовый кристалл и другие. Канетти проанализировал происхождение властных отношений и их связь с первичными явлениями человеческой природы — питанием, тактильными ощущениями, страхом смерти, воображением. Писатель старался понять, как происходит подчинение массы её руководителям. Канетти проводил параллель между руководством и паранойей, он пытался сделать анализ с помощью фрейдистского учения.
Несмотря на всю эрудицию книги её нельзя считать академическим исследованием, это скорее записки кого-то, кто находится вне общества и пытается объяснить такому же аутсайдеру, как формируется толпа и как в толпе происходит манипуляция. От исследования это произведение отличает также наличие поэтичности и личностного отношения автора. Эта работа Канетти остаётся важной для понимания возникновения европейских движений. Канетти исследует рост толпы и её силу, которая может быть направлена даже против официальной власти. Таким образом, работа остаётся актуальной для понимания психологии общества любых государств.
В 1981 году получил Нобелевскую премию «за сочинения, отмеченные широким кругозором, богатством идей и художественной силой».

## Произведения
- Свадьба (Hochzeit), 1932
- Ослепление (Die Blendung), 1935 (французская премия за лучшую иностранную книгу, 1949)
- Комедия тщеславия (Komedie der Eitelkeit), 1950
- Масса и власть (Masse und Macht), 1962
- Ограниченные сроком (Die Befristeten), 1964
- Провинция человека (Die Provinz des Menschen: Aufzeichnungen), 1973
- Характеры (Der : Fünfzig Charaktere), 1974
- Спасённый язык. История одной юности (Die gerettete Zunge: Geschichte einer Jugend), 1977
- С факелом в ухе. История жизни 1921—1931 (Die Fackel im Ohr: Lebensgeschichte 1921—1931), 1980
- Перемигивание (Das Augenspiel), 1985

### На русском языке
- Канетти Э. Человек нашего столетия / Пер. с нем.; составление, автор предисловия Н. С. Павлова; комментарии Р. Г. Каралашвили; художник В. Г. Гордон; редактор Л. Н. Григорьева. — М.: Прогресс, 1990. — 478 с. — (Зарубежная художественная публицистика и документальная проза). — ISBN 5-01-002099-8.
- Канетти Э. Масса и власть / Пер. с немецкого и предисловие Л. Г. Ионина; редактор И. В. Борисова. — М.: Ad Marginem, 1997. — 528 с. — (Философия по краям. Международная коллекция современной мысли. Литература. Искусство. Политика. Серия «1/16»). — ISBN 5-88059-028-3.